# Nicolas Skorsky
Ne doit pas être confondu avec Nicolas Sarkozy.
Jacques Robert Penel Skorsky, dit Nicolas Skorsky, né le 16 mai 1952 à Paris où il est mort le 20 octobre 2014, est un compositeur, parolier, et producteur de musique français.

## Biographie
Parisien de naissance, Nicolas Skorsky commence à étudier la musique à l’âge de six ans. Puis c’est au lycée Masséna de Nice qu’il fait ses études secondaires et se dirige vers le conservatoire régional où il apprend le solfège et l’harmonie.
Il profite des événements de mai 1968 pour revenir à Paris où Catherine Sauvage, habituée à chanter Aragon ou Léo Ferré, lui commande une chanson : ce sera Gare du nord (1970) dont il a écrit les paroles et la musique alors qu'il n’a pas dix-huit ans. Le hasard le place ensuite sur la route d’un maître de musique, José Viacava, qui le prend sous son aile et lui enseigne l’orchestration.
Avec cette carte de visite, il arrive chez Carrère comme auteur-interprète de Comme je t'aime (1972). C’est un commencement de succès ; Rod McKuen (avec Time and Distances) aux États-Unis et Ornella Vanoni (avec Ho Chiesto troppo) en Italie adaptent la chanson.
Commence ensuite une carrière d’auteur-compositeur d’importants succès commerciaux tels que Une bague et un collier (pour Ringo, 1972, chez Carrère), Chanson populaire (pour Claude François, 1973 chez Flèche Productions), La Bonne Franquette (pour Herbert Pagani, 1974 - EMI), Une chanson française (Claude François, 1975, Flèche) puis Pour ne rien te cacher (Marie Laforêt, 1974, Polydor), Finalement on s'habitue (pour Daniel Guichard, 1973, Disques Barclay).
Skorsky s’oriente ensuite vers la production, d’abord en 1974 avec l'album Crystal Grass - Crystal World (Polydor), qui devient un des premiers hits français aux États-Unis dans le genre musical nouveau qu’est la disco. Il fonde alors sa propre société, Fauves-Puma, qui produit La Vie en couleur (Polydor, 1976), interprété par un homme-orchestre, Rémy Bricka, un très gros succès populaire. À ce palmarès, vient s’ajouter le grand prix de composition de la Yamaha Music Foundation qui lui est décerné au World Festival à Tokyo pour Dans le ciel (Into the sky, 1976, Polydor KK Japon).
L’artisan, devenu entrepreneur, produit la reprise disco-flamenco de Don't let me be misunderstood par le groupe Santa Esmeralda (Casablanca Records, 1977). Il sera ensuite sept fois album d’or en France, album de platine dans tous les pays d’Europe, Japon, Amérique latine et surtout premier album français à obtenir un disque d’or aux USA, certifié par le R.I.A.A. , no 1 au Magazine Billboard. Il est invité au journal télévisé d’Antenne 2 par Patrick Poivre d’Arvor et François Ceyrac, président du CNPF, au titre du plus jeune chef d’entreprise français ayant réussi à exporter sa musique.
Il rencontre ensuite Donna Summer pour la bande originale du film Thank God it's friday dont il écrit le thème instrumental Sevilla Nights et qui devient disque de platine aux États-Unis (1978, Casablanca Records & Filmworks). En 1979, il compose l’indicatif de l’émission de télévision NBC Sports. Il produit ensuite l’album jazz-rock de Jean-Claude Petit The Best of All Possible Worlds (WEA, 1980). En 1985, il compose de nouveau une bande originale pour le film Douce France de François Chardeaux, un feuilleton télévisé produit par FR3.
Avec la rencontre de Rozlyne Clarke en 1990, il écrit et produit un album pop-dance, Gorgeous, c’est un nouveau succès commercial européen avec Eddy steady go qui se classe premier dans les clubs cette année-là. Puis, il repart à l’assaut des premières places en travaillant avec Unity Power (Dancing is like makin’ love, 1994) Indra (Save my life, 1994) et S-Express, classé premier au Royaume-Uni en 1997.
En 2001, il écrit pour le rappeur Sully Sefil.
Nicolas Skorsky est retrouvé mort égorgé à son domicile parisien au matin du 20 octobre 2014 ; l'enquête n'a pas, à ce jour, élucidé cette affaire,. Il est inhumé au cimetière de Passy (division 3).

## Discographie[8]

### Composition de musiques de publicités
Cassette d’or RTL avec Tessi de Teisseire, Philips, Maison de la Presse, automobiles Honda, Club Med, Canal+.

### Productions
À la fin des années 1990, il crée son nouveau label (Dance Floor) chez BMG et produit avec Pedro Castano (La macarena) un album intitulé Oh ! Latino puis le  1er disque de Lââm et lui écrit Mélancolie. Il adapte sur le mode techno les authentiques chœurs de l’Armée rouge qu’il produit à Moscou sous le nom de Red Army Dance. Il compose et produit Dream Concerto Orchestra, No 1 des ballades en France et album à succès au Japon (1987, Baxter). En 2001, en tant que compositeur cette fois, il fait une incursion réussie sur le RAP avec le no 1 J’voulais, interprété par Sully Sefil. La sortie du film d’Alain Resnais On connaît la chanson avec Sabine Azema et Pierre Arditi, va consacrer de nouveau un de ses premiers hits en reprenant comme leitmotiv Ça s'en va et ça revient (la Chanson Populaire qu’il a écrite pour Claude François) et qu'il fera interpréter en 2004 par Benoît Poelvorde dans le film Podium... La même année, il adapte avec Frédéric Partouche sa composition Santa Esmeralda suite (2004) pour les besoins du film de Quentin Tarantino Kill Bill 1, une séquence de 11 minutes qui accompagne la scène du combat au sabre dans la neige entre Uma Thurman et Lucy Liu ; la bande originale se vendra à 1 500 000 exemplaires.
De 1995 à 2010 il revisite la revue Century Show puis Paris je t'aime pour La Nouvelle Ève, cabaret parisien, temple du french-Cancan.

### En tant qu'auteur-compositeur
Gare du nord (1970), par Catherine Sauvage
- La Bonne Franquette (1974), par Herbert Pagani
- Disco Love (1975), par Les Frères ennemis.
- Cumba Cumba (1976) par The Monstars
- Sevilla Nights (1978), par Santa Esmeralda.

Pour Claude François
- Chanson populaire (ça s'en va et ça revient) (1973)
- Une chanson française (1975)

Pour Ringo
- Une bague et un collier (1972)
- L'amour et la loi (1976)

Pour Daniel Guichard
- Finalement on s’habitue (1973)

Pour Rémy Bricka
- La vie en couleur (1976)
- Marylène (1976)
- Ah ! Quelle famille (1977)
- Elle dit bleu, elle dit rose (1977)
- Aujourd'hui plus qu'hier… Et bien moins que demain (1984)
- L'idiote (1984)
- Marcher sur l'eau (1999)
- L'art et la manière, extrait du documentaire, composition contemporaine pour le designer Patrick Jouin sur Arte, (2011).
- Une flic insoumise, réalisé par Stéphane Krausz, France 2 (2012).
- Notre histoire conjugale, avec Éliette Abécassis, publicité Les 50 Ans de Carrefour (2013).

Pour  Mireille Mathieu ( compositions sur des textes de Catherine Desage)
- C'est elle ou moi (1976)

- Tu pars toujours quand j'arrive (1976)

- Le bonheur ressemble à une étoile (1976)

( Album "La Vie en Rose" Oversea records, SUX-6-V Japan, 1976)

### En tant que producteur
- La vie en couleurs par Remy Bricka (1976)
- Santa Esmeralda (1977)
- The best off all possible worlds (1979)
- J’voulais, interprété par Sully Sefil (Rap) (2001)
- Santa Esmeralda suite (2003)